# ضالع (روستا)
 ضالع  به عربی ( الَضالع  )، روستایی است در دهستان 

## جمعیت
جمعیت آن (۱۵۰) نفر (۱۱ خانوار) می‌باشد.